# Cham (Bavière)
Cham  est une ville de Bavière (Allemagne), située dans l'arrondissement de Cham, dans le district du Haut-Palatinat.

## Situation géographique
La ville et l'arrondissement du même nom se trouvent dans la forêt de Bavière, au bord du Parc national du même nom. 

## Culture
Le cinéaste Bernhard Wicki y a tourné le film Le Pont, sorti en 1959, qui obtint une reconnaissance internationale.
Le musée Gruppe SPUR y est installé.

## Football
- ASV Cham 1863

## Personnalités liées à la commune

### Personnalités nées dans la commune
- Nicolas Luckner (1722-1794), militaire ;
- Karl Stern (1908-1975), psychothérapeute et neurologue ;
- Julie Schmitt (1913-2002), gymnaste artistique ;
- Gerhard Frey (1933-2013), éditeur, homme d'affaires et homme politique ;
- Christoph Janker (1985-), joueur de football.

### Personnalités mortes dans la commune
- Raoul Minot, (1893-1945), photographe amateur.